# أنجيلوس سياماندوراس
أنجيلوس سياماندوراس مواليد 18 أغسطس 1980 في أثينا، هو لاعب كرة سلة يوناني. بدأ مسيرته الاحترافية في سنة 2000. يبلغ طوله 6 قدم 10 بوصة (2.1 م).

## المسيرة الاحترافية
لعب مع نادي سبورتينغ لكرة السلة في موسم 2006–2007، ثم لعب مع نادي إراكليس سالونيك لكرة السلة في موسم 2007–2008، ثم لعب مع ماروسي في موسم 2010–2011، ثم لعب مع نادي إيه إي كي لكرة السلة من سنة 2011 إلى 2013.

## روابط خارجية
- أنجيلوس سياماندوراس على موقع كرة السلة الأوروبية.كوم (الإنجليزية)
- أنجيلوس سياماندوراس على موقع سبورتس رفرنس (الإنجليزية)